# (1630) Milet
(1630) Milet ist ein Asteroid des Hauptgürtels, der am 28. Februar 1952 vom französischen Astronomen Louis Boyer in Algier entdeckt wurde.
Der Asteroid wurde zu Ehren des französischen Astronomen Bernard Milet benannt.